# Björn Egner
Björn Egner (* 1976 in Rüsselsheim am Main) ist ein deutscher Politikwissenschaftler und Außerplanmäßiger Professor an der Technischen Universität Darmstadt.

## Werdegang
Egner studierte von 1996 bis 2002 Politikwissenschaft, Geschichte und Soziologie an der Technischen Universität Darmstadt. 2007 promovierte er dort zum Dr. phil. mit einer Dissertation über Einstellungen deutscher Bürgermeister. 2011 habilitierte er sich mit einer Arbeit zur vergleichenden Regierungslehre, Föderalismus und Haushaltspolitik und erhielt die venia legendi in Politikwissenschaft.
Seit November 2010 leitet Egner den Arbeitsbereich „Methoden der Politikwissenschaft und Wissenschaftstheorie“ am Institut für Politikwissenschaft der TU Darmstadt, eine Position als Außerplanmäßiger Professor bekleidet er seit 2019. Er vertrat zuvor unter anderem Professuren an der Universität Münster (2012) sowie an der Universität Speyer (2016/17). Außerdem war er 2013 als Gastprofessor an der Tongji-Universität in Shanghai tätig. Von 2013 bis 2015 sowie seit 2021 ist er als Studiendekan des Fachbereichs 2 der TU Darmstadt tätig.
Seit dem 1. Oktober 2024 ist er Associate Editor des Journals Urban Research and Practice, das in Kooperation der TU Darmstadt und European Urban Research Association herausgegeben wird.

## Publikationen (Auswahl)
- mit Nina Tynkkynen, Linnéa Henriksson, Viena Lahtinen, Julia Landrock und Carolina Grönberg: How to Achieve Sustainable Housing?: Insights from Six Cities in Finland and Germany. SpringerLink, Cham 2025, ISBN 978-3-031-86386-8.
- mit Hubert Heinelt: Deutsche Gemeinderäte: Sozialprofil – Problemsichten – Einstellungen – Rollenverständnis. Nomos Verlag, Baden-Baden 2024, ISBN 978-3-7560-1007-3.
- mit Hubert Heinelt und Detlef Sack: Kommunalpolitik und Stadtgesellschaft in Deutschland: institutionalisierte Staat-Gesellschaft-Beziehungen im Vergleich. Nomos Verlag, Baden-Baden 2022, ISBN 978-3-8487-8745-6.
- Methoden der Politikwissenschaft. Uni-Taschenbücher, Stuttgart 2019, ISBN 978-3-8385-5235-4.
- mit Hubert Heinelt, Timo Richter, Angelika Vetter, Sabine Kuhlmann und Markus Seyfried: Bürgermeister in Deutschland: Problemsichten – Einstellungen – Rollenverständnis. Nomos Verlag, Baden-Baden 2018, ISBN 978-3-8452-9471-1.
- mit Hubert Heinelt: Kreistagsmitglieder und Landräte: Problemsichten – Einstellungen – Rollenverständnis. Nomos Verlag, Baden-Baden 2016, ISBN 978-3-8487-2760-5.
- mit Hubert Heinelt und Max-Christopher Krapp: Das deutsche Gemeinderatsmitglied: Problemsichten – Einstellungen – Rollenverständnis. Springer VS, Wiesbaden 2013, ISBN 978-3-531-18639-9.
- Einstellungen deutscher Bürgermeister: Lokale Eliten zwischen Institutionen und Kontext. Nomos Verlag, Baden-Baden 2007, ISBN 978-3-8329-3155-1.